# Championnat du Chili de football 1944
Navigation
Saison précédente Saison suivante
La saison 1944 du Championnat du Chili de football est la douzième édition du championnat de première division au Chili. Les douze meilleures équipes du pays sont regroupées au sein d'une poule unique, où elles s'affrontent deux fois, à domicile et à l'extérieur ; à l'issue de la saison, il n'y a ni promotion, ni relégation, bien qu'un championnat de seconde division ait eu lieu cette saison.
C'est le club de Colo Colo qui remporte la compétition, après avoir terminé en tête du classement final, avec un seul point d'avance sur Audax Italiano et deux sur le Deportes Magallanes. C'est le quatrième titre de champion du Chili de l'histoire du club, qui rejoint le Deportes Magallanes au nombre de succès en championnat.

## Les clubs participants
| - Deportes Magallanes - Colo Colo - Santiago Badminton FC - CF Universidad de Chile - Unión Española - Santiago Wanderers - Promu de Segunda División | - CD Universidad Católica - Audax Italiano - CD Santiago Morning - CD Green Cross - Santiago National FC - CD Everton de Viña del Mar - Promu de Segunda División |

## Compétition
Le barème utilisé pour établir le classement est le suivant :
- Victoire : 2 points
- Match nul : 1 point
- Défaite : 0 point

### Classement
| Rang | Équipe                       | Pts | J  | G  | N | P  | Bp | Bc | Diff |
| ---- | ---------------------------- | --- | -- | -- | - | -- | -- | -- | ---- |
| 1    | Colo Colo                    | 31  | 22 | 14 | 3 | 5  | 59 | 32 | +27  |
| 2    | Audax Italiano               | 30  | 22 | 13 | 4 | 5  | 52 | 41 | +11  |
| 3    | Deportes Magallanes          | 29  | 22 | 13 | 3 | 6  | 60 | 37 | +23  |
| 4    | CD Santiago Morning          | 29  | 22 | 11 | 7 | 4  | 54 | 42 | +12  |
| 5    | CD Universidad Católica      | 27  | 22 | 11 | 5 | 6  | 55 | 46 | +9   |
| 6    | Santiago National FC         | 21  | 22 | 10 | 1 | 11 | 60 | 57 | +3   |
| 7    | Unión Española T             | 20  | 22 | 9  | 2 | 11 | 43 | 44 | -1   |
| 8    | CF Universidad de Chile      | 19  | 22 | 8  | 3 | 11 | 49 | 56 | -7   |
| 9    | Santiago Wanderers P         | 16  | 22 | 5  | 6 | 11 | 35 | 46 | -11  |
| 10   | CD Green Cross               | 15  | 22 | 6  | 3 | 13 | 39 | 60 | -21  |
| 11   | Santiago Badminton FC        | 14  | 22 | 5  | 4 | 13 | 28 | 49 | -21  |
| 12   | CD Everton de Viña del Mar P | 13  | 22 | 4  | 5 | 13 | 41 | 65 | -24  |

|  | Champion du Chili 1944                            |
|  | T : Tenant du titre P : Promu de Segunda División |

## Bilan de la saison
| Championnat du Chili de football 1944 |                      |
| Champion                              | Colo Colo (4e titre) |
| Promotions et relégations             |                      |
| Promus en Primera División            | Aucun                |
| Relégués en Segunda División          | Aucun                |